# Профсоюзная (станция метро, Москва)
«Профсою́зная» — станция Московского метрополитена. Расположена на Калужско-Рижской линии между станциями «Академическая» и «Новые Черёмушки».

## История и происхождение названия
Станция открылась 13 октября 1962 года в составе участка «Октябрьская» — «Новые Черёмушки», после ввода в эксплуатацию которого в Московском метрополитене стало 65 станций. Названа по своему расположению на Профсоюзной улице. В проекте имела название «Ломоносовская» по расположению недалеко от одноимённого проспекта.

## Вестибюли и пересадки
Наземный вестибюль отсутствует, выход производится через подземные переходы на площадь Иосипа Броз Тито к пересечению Профсоюзной улицы и Нахимовского проспекта, а также к ИНИОН РАН.

## Техническая характеристика
«Профсоюзная» — колонная станция мелкого заложения (глубина — 7 метров) с тремя пролётами. Сооружена по проекту архитекторов В. И. Алёшиной и Н. И. Демчинского.

## Оформление
На станции два ряда по 38 железобетонных колонн с шагом 4 метра, отделанных серым (с прожилками) мрамором. Путевые стены облицованы ромбовидной керамической плиткой; пол выложен красным и серым гранитом. Архитектурное оформление — одно из наиболее скромных в Московском метрополитене. Станция выполнена в упрощённом стиле «сороконожек» времён Хрущёва. Ромбовидная плитка (наклонённая квадратная) похожа на попытку создать орнамент аргайл плитками одного тона.

## Наземный общественный транспорт
На этой станции можно пересесть на следующие маршруты городского пассажирского транспорта:
- Автобусы: м19, е29, 57, 67, 113, 121, 130, 153, 196, 915, 944, 968, т52, т85

## Станция в цифрах
- Код станции — 102.
- Пикет ПК110+36,8.
- В марте 2002 года пассажиропоток по входу составлял 72 300 человек.
- Таблица времени прохождения первого поезда через станцию[2]:

| По чётным числам                    | Будние дни | Выходные дни |
| По нечётным числам                  | Будние дни | Выходные дни |
| В сторону станции «Новые Черёмушки» | 06:05:00   | 06:08:00     |
| В сторону станции «Новые Черёмушки» | 06:06:00   | 06:07:00     |
| В сторону станции «Академическая»   | 05:37:00   | 05:40:00     |
| В сторону станции «Академическая»   | 05:37:00   | 05:36:00     |

## Фотографии
| - Зал станции - Посадочная платформа - Путевая стена - Название на путевой стене - Южный выход - Северный выход |